# La sceriffa dell'Oklahoma
La sceriffa dell'Oklahoma (Oklahoma Annie) è un film del 1952 diretto da R.G. Springsteen.
È un western statunitense con Judy Canova, John Russell e Grant Withers.

## Trama
Una cittadina dell'Oklahoma è dominata dalla corruzione, ma lo sceriffo non si dà abbastanza da fare per combatterla; per la sua inettitudine, viene destituito e gli subentra Dan Fraser, un giovane che subito ispira fiducia. Judy Canova, nipote di una famosa sceriffa, gli chiede aiuto per una truffa subita nel suo emporio. Fraser le promette di nominarla vicesceriffo se riesce a catturare uno dei malfattori, che recentemente hanno anche svaligiato una banca. Judy consegna allo sceriffo il malvivente, ma i suoi compagni, che tramavano per far assegnare il posto di vice a una persona compiacente, riescono a farlo fuggire, sicché Judy viene incolpata di scarsa vigilanza e messa da parte. Lo stesso sceriffo rischia di dover dare le dimissioni se non riesce a riprendere l'evaso. Fraser cade nelle mani dei banditi e la situazione sembra volgere al peggio, ma Judy interviene a liberarlo e a catturare il bandito, meritando finalmente la riconoscenza dei cittadini e la stella di vicesceriffo..

## Produzione
Il film, diretto da R.G. Springsteen su una sceneggiatura di Jack Townley e Charles E. Roberts e un soggetto dello stesso Townley, fu prodotto da Sidney Picker per la Republic Pictures e girato nei Republic Studios a Hollywood, e nel Ray Corrigan Ranch, Simi Valley, California, dal 12 luglio all'inizio di agosto 1951.

## Distribuzione
Il film fu distribuito con il titolo Oklahoma Annie negli Stati Uniti dal 24 marzo 1952 al cinema dalla Republic Pictures.
Altre distribuzioni:
- in Finlandia il 6 marzo 1953
- in Finlandia (Oklahoman Annie)
- in Italia (La sceriffa dell'Oklahoma)